# Гемула
Гемуле су нека врста унутрашњих пупољака који служе за бесполно размножавање сунђера. Образују се од амебоидних ћелија сакупљених у групе око којих се образује омотач тако да гемула изгледа као лоптица са једним заднивеним отвором. 
Омотач је изграђен од две мембране:
- спољашње, танке и
- унутрашње дебеле мембране.

Код слатководних сунђера образује се велики број гемула пред наступање неповољног зимског периода, док сам сунђер пропада. Гемуле падају на дно и ту презиме, а затим се по наступању пролећа развијају у нове сунђере.
Код морских сунђера гемуле се образују непрекидно током читаве године. Садрже бичеве којима једно време пливају, затим падају на дно, причврсте се за њега и изгубе бичеве па се развијају у нове сунђере.